# Joseph Weismann
Pour les articles homonymes, voir Weismann.
Joseph Weismann, né le 19 juin 1931 à Paris (Seine), est un survivant de la Shoah.
Après avoir été arrêté lors de la rafle du Vél' d'Hiv' et interné au camp de Beaune-la-Rolande, Joseph Weismann parvient à s'évader avec un ami, Joseph Kogan.
Roselyne Bosch s'est inspirée de son histoire pour réaliser le film La Rafle (sorti en 2010).

## Biographie

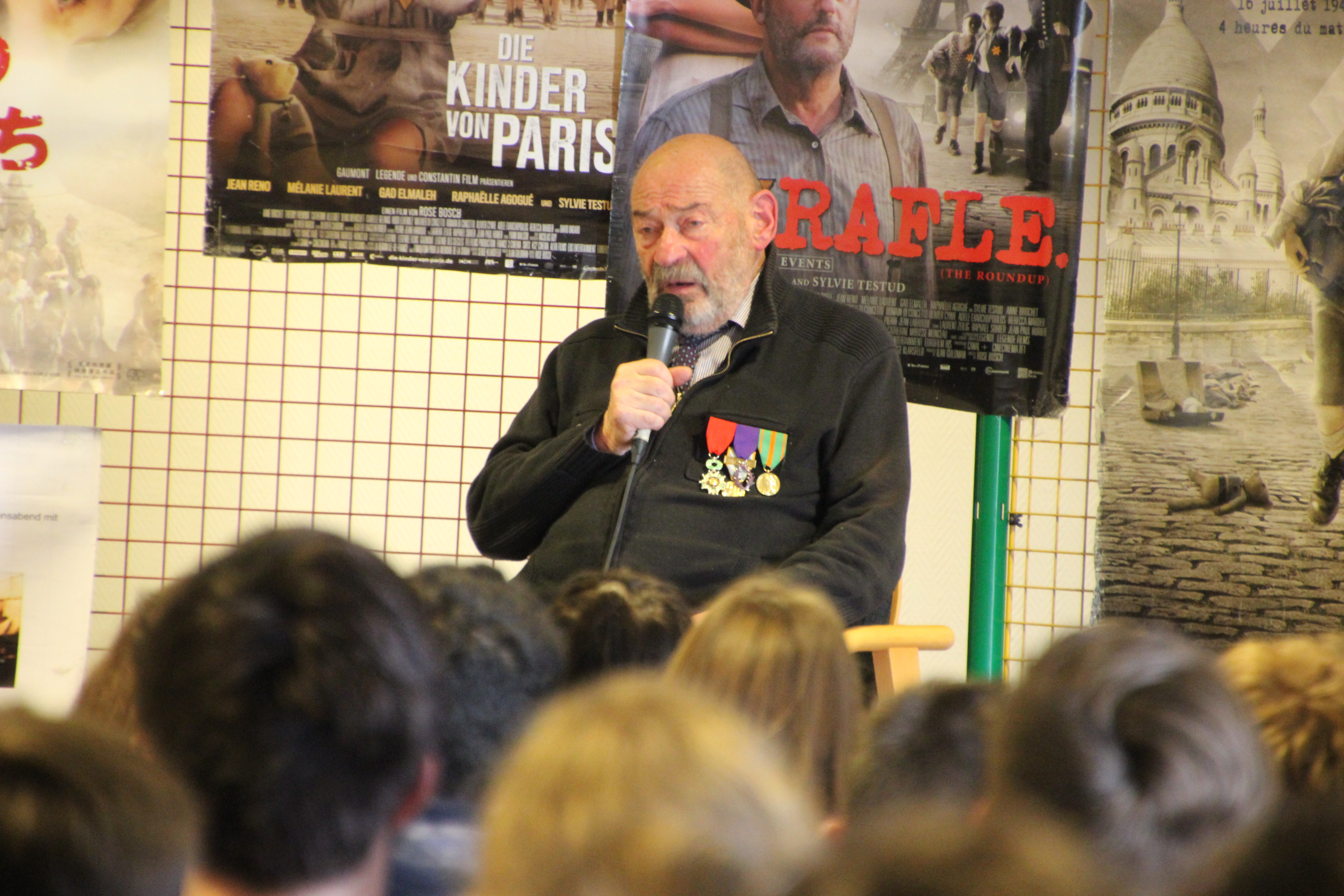
Joseph Weissmann au lycée Dumont d'Urville à Caen, le 18 janvier 2018.

Joseph Weismann, né le 19 juin 1931 à Paris (Seine), est l'un des rares enfants survivants de la déportation de Beaune-la-Rolande à Auschwitz, à la suite de la rafle du Vélodrome d'Hiver,,. Cette rafle a été commise par l'État français, le 16 et 17 juillet 1942, sous le régime de Vichy, lors de la Seconde Guerre mondiale.
Après leur arrestation par la police française, le 16 juillet 1942, lors de la rafle du Vélodrome d'Hiver, à leur domicile parisien du 54 rue des Abbesses, toute sa famille et lui sont emmenés dans un centre de regroupement improvisé à la mairie du 18e arrondissement de Paris, puis au vélodrome d'hiver où ils resteront 5 jours sans aucun confort ni nourriture, puis ils iront au camp d'internement de Beaune-la-Rolande. En rampant sous une rangée de barbelés, Joseph Weismann, âgé de onze ans, parvient à s'en évader avec un ami, Joseph Kogan, alors que les enfants sont séparés de leurs parents, lesquels sont convoyés vers le camp d'extermination d'Auschwitz. Les enfants restants seront également déportés dans les convois suivants.
À la fin de la Seconde Guerre mondiale, il espère revoir ses parents et ses sœurs (Charlotte et Rachel), mais ces dernières sont mortes en déportation. Charlotte Weismann (née le 13 juillet 1929 à Paris) est déportée à Auschwitz par le convoi no 16 en date du 7 août 1942 et assassinée à son arrivée le 10 août 1942, à l'âge de 13 ans. Rachel Weismann (née en avril 1935 à Paris) est déportée à Auschwitz par le convoi no 22 en date du 21 août 1942 et assassinée à son arrivée le 24 août 1942, à l'âge de 7 ans.
Il veut changer de nom et « s'appeler Dupont, comme tout le monde ». Puis il devient « vindicatif, bagarreur, un pantin démantibulé qui devait se reconstruire ». Il mène finalement sa vie professionnelle au Mans comme vendeur de meubles. Il est retraité dans cette ville.
En 1996, lors d'un colloque à Orléans, Simone Veil essaie de le convaincre d'écrire ses mémoires : « Monsieur Weismann, vous avez un devoir de mémoire à accomplir ». Dans un premier temps il ne l'écoute pas, pensant que ça ne le concerne pas ; mais il finit par admettre qu'elle a raison et témoigne depuis régulièrement dans les collèges,.
Joseph Weismann reçoit la médaille des évadés, le 20 juillet 2014, 72 ans après son évasion du camp de Beaune-La-Rolande.

## Décorations
- Officier de la Légion d'honneur (2004)[10],[8]
- Médaille des évadés (2014)[9]
- Chevalier de l'ordre des Palmes académiques (2014)[11]
- Médaille de la déportation et de l'internement politique

## Publications
- Joseph Weismann (avec la contribution de Caroline Andrieu), Après la rafle, Neuilly-sur-Seine, Éditions Michel Lafon, 2011, 297 p. (ISBN 978-2-7499-1488-6)[7].

- Arnaud Delalande, Laurent Bidot, Joseph Weismann, Après la rafle (bande dessinée), Les Arènes, 27 janvier 2022 (ISBN 979-10-375-0569-9)[12],[13].

## Hommages
- Au Mans, un collège public porte son nom, depuis le 2 février 2019[14],[15].